# Chris Woods
Christopher Charles Eric Woods (Swineshead, 1959. november 19. –) korábbi angol válogatott labdarúgókapus.

## Pályafutása

### Klubcsapatban
Woods 17 évesen csatlakozott a Nottingham Forest akadémiájához. Eleinte John Middleton és Peter Shilton cseréjeként számítottak rá. Az 1977-78-as szezonban minden mérkőzésen pályára lépett a Ligakupában, a csapat pedig végül megnyerte a tornát. A következő idényben Shilton volt az első számú kapus, a klub pedig megnyerte a Football League-et, a Ligakupát és a BEK-et is. 1979-ben a QPR 250 000 font ellenében megszerezte a 19 éves Woodsot, aki a csapatban töltött két idénye alatt összesen 63 bajnokin kapott lehetőséget. A Norwich City 1981 májusában, 225 000 fontért igazolta le. 1985-ben a klub megnyerte a Ligakupát, azonban a szezon végén kiestek a másodosztályba. 1986-ban, 600 000 fontért a Rangersbe szerződött, ahol már az első évében megnyerte a skót bajnokságot és a skót ligakupát is. 1986 novembere és 1987 januárja között, összesen 1196 percen keresztül nem kapott gólt, ezzel pedig megdöntötte az erre vonatkozó brit rekordot. A Rangersszel összesen négyszer nyerte meg a bajnokságot, és ugyanennyiszer a ligakupát, majd, miután az új edző, Walter Smith Andy Goram kapusra cserélte ki, 1991 augusztusában csapatot váltott, és aláírt a Sheffield Wednesday-hez. Itt elveszítette a Ligakupa döntőjét, majd az FA-kupában is csak ezüstérmes lett, és 107 bajnokival a háta mögött előbb kölcsönbe szerződött a Reading csapatához, majd 1996-ban végleg elhagyta a klubot, és aláírt a Colorado Rapidshez. 1996 októberében kölcsönbe utazott a Southamptonhoz majd négy bajnoki után lábát törte, és visszautazott Amerikába. 1997-ben egy rövid ideig a Sunderland és a Burnley csapatait erősítette, majd 1998-ban visszavonult a labdarúgástól.

### Válogatottban
Az angol válogatottban 1985. június 16-án debütált, első mérkőzését az amerikai válogatott ellen játszotta. Az 1986-os világbajnokságra elutazott a kerettel, pályára azonban nem lépett. Az 1988-as Európa-bajnokságon a szovjet válogatott ellen játszotta első, és egyben utolsó mérkőzését a tornán. Az 1992-es Európa-bajnokságon már a csapat első számú kapusa volt. Első két mérkőzésén nem kapott gólt, azonban a válogatott már a csoportkörben kiesett. Az 1994-es világbajnokság selejtezőin továbbra is vele számoltak, azonban miután Norvégia és az USA válogatottjai ellen is veszítettek, Taylor Seaman-re cserélte le. Utolsó mérkőzését 1993-ban játszotta, éppen az amerikai válogatott ellen.

### Edzőként
Woods 1998-ban az Everton kapusedzője lett. 2013-ban elhagyta az Evertont, és a Manchester United-hez csatlakozott, hogy David Moyes edzősködése alatt ugyanilyen pozícióban dolgozzon. A csapattól nem távozott ugyan Moyes kirúgásakor, röviddel később azonban igen, amikor Louis van Gaal lett a vezetőedző. 2015 júniusában a West Ham-nél lett kapusedző, innen 2018 májusában távozott, amint Manuel Pellegrinit nevezték ki edzőnek.
2011-ben, az Evertonnal párhuzamosan az amerikai válogatottban is alkalmazták kapusedzőként.

## Sikerei, díjai

### Klubcsapatban

#### Nottingham Forest
- Angol ligakupa-győztes: 1977-78
- BEK-győztes: 1978-79
- Európai szuperkupa-győztes: 1979

#### Norwich City
- Ligakupa-győztes: 1984-85

#### Rangers
- Skót bajnok: 1986–87, 1988–89, 1989–90, 1990–91
- Skót ligakupa-győztes: 1986–87, 1987–88, 1988–89, 1990–91